# Списак сликара/О
| Сликари: A Б В Г Д Ђ Е Ж З И Ј К Л Љ М Н Њ О П Р С Т Ћ У Ф Х Ц Ч Џ Ш |

## О
Јохан Фридрих Овербек (1789—1869), немачки сликар
Фриц Овербек (1869—1909), немачки сликар
Герта Шенк Овербек (1898—1977, немачка сликарка
Хенрик Оверкамп (1585—1634),
Хуан О’Горман (1905—1982), мексички уметник
Џорџија О’Киф (1887—1986), америчка сликар
Клес Олденбург (рођен 1929), шведски вајар
Јохан Хајнрих Фердинанд Оливиер (1785—1841), немачки сликар
Петар Омчикус (рођен 1926), српски сликар
Џон Опие (1761—1807), енглески сликар
Андреа Оркања (1320—1368), италијански (флоретински) сликар
Вилијем Квилер Орчардсон (1835—1910), шкотски сликар
Брајан Орган (рођен 1935), енглески сликар
Емил Орлик (1870—1932), чешки сликар и графичар
Александар Орловски (1777—1832), пољски сликар
Хосе Клементе Орозко (1883—1949), мексички уметник
Сир Вилијем Орпен (1878—1931), ирски сликар
Ерик Ортвад (рођен 1917), данскии сликар
Адриен ван Остаде (1610—1685), холанддски сликар
Исак ван Остаде (1621—1649), холандски сликар
Душан Оташевић (рођен 1940), српски сликар
Аусеклис Озолс (рођен 1941), амерички сликар
Александра Остић (1975—]), српска сликарка
| Сликари: A Б В Г Д Ђ Е Ж З И Ј К Л Љ М Н Њ О П Р С Т Ћ У Ф Х Ц Ч Џ Ш |